# 252.ª División Sinaí
La 252.ª División Sinaí (en hebreo: עוצבת סיני) es una división militar y una fuerza de reserva de las Fuerzas de Defensa de Israel que está bajo el Mando Sur de las FDI. La unidad militar fue formada en 1968 y fue la primera división permanente de las FDI. En noviembre de 2023, era comandada por el general de brigada Moran Omer.

## Historia
La unidad fue creada en 1968, en un esfuerzo por unificar las fuerzas blindadas israelíes en el Sinaí, tomando parte activa en la Guerra de Desgaste. Posteriormente participó activamente en la guerra de Yom Kipur. Durante la primera guerra del Líbano, operó en el ala oriental de las fuerzas israelíes que avanzaban hacia el Líbano. En el siglo XXI, la división ha sido encargada de asegurar la frontera de Israel con Egipto. La unidad jugó un papel activo en la guerra entre Israel y Hamás de 2023. Las Fuerzas de Defensa de Israel dijeron que la 252.ª División Sinaí, ha matado a cientos de militantes de Hamás, incluidos algunos miembros de alto rango, en Beit Hanun y Jabaliya.

Estructura interna de la 252.ª Division Sinaí.